# Paca Torres
Francisca Torres Fernández (Écija, 15 de abril de 1962) es una poeta y rapsoda española, autora de Verde y Azul (1988), primer libro publicado en España por una mujer gitana.

## Trayectoria
Nació en la ciudad de Écija, en la calle Colón, ubicada en la antigua gitanería de San Agustín. Es hija del poeta gitano Curro Torres, biznieta del cantaor de flamenco Agustín Torres Vargas, conocido con el nombre de Ecijanito y sobrina-biznieta de la famosa cantaora la Gilica. Alude a su padre como uno de sus referentes, quien le inculcó el amor por los libros.
Realizó sus estudios de 1.ª enseñanza, de BUP y formación profesional en el colegio San Agustín de Écija, que abandonó para casarse. Es madre del guitarrista Manuel Reyes Torres, autor también del libro Flamenco universal, en el que hace un recorrido por la historia y los estilos del arte jondo andaluz y aborda las diferentes etapas del género. Y también de la flamencóloga Francisca Reyes Torres.
Ha manifestado que escribe desde los ocho años tras vivir una situación racista en el colegio y que fue recitando lo que sentía, como descubrió su vocación poética. Pretende que su mensaje cale no solo entre los gitanos, sino en toda la sociedad. En 1988, publicó su primer libro, Verde y Azul, que es el primero de España escrito por una mujer gitana. En 2015, publicó su segunda obra, La libertad de una mujer gitana. La presentación del mismo en Écija, su ciudad natal, corrió a cargo de la cineasta Pilar Távora.
Ha sido convocada por diferentes instituciones para participar en diversos actos como el evento literario del ciclo Literatura y Pueblo Gitano promovido por la Junta de Andalucía a través del Centro Andaluz de las Letras (CAL), celebrado en Cádiz. El objetivo de este ciclo era poner en valor la aportación que el Pueblo Gitano ha realizado a la cultura, el arte y la literatura en Andalucía en sus más variadas expresiones y que se celebró en diferentes provincias andaluzas durante el mes de diciembre de 2015. Torres estuvo acompañada por el guitarrista Joaquín Linera, conocido como el Niño la Leo. Ese mismo año participó en la charla-coloquio, La Libertad de una Mujer Gitana, celebrada con motivo de las actividades organizadas por la Delegación de Igualdad de Arcos de la Frontera en torno al Día Internacional de la Mujer, en el que estuvo acompañada por la delegada de Igualdad Rosi León, que puso de relieve su compromiso para lograr una mayor libertad para las mujeres gitanas. El guitarrista Antonio Iglesias acompañó con música la lectura de alguno de los poemas.
En 2017, estuvo presente junto a Sara Torres en la clausura del VI Festival Internacional de Poesía Irreconciliables de Málaga con el recital poético Brujas y gitanas dedicado a las rapsodas, los conjuros, el ritual y la mujer. Ha sido colaboradora en la tertulia poética Hontanar de Écija, participando en la celebración de su XXX aniversario. Otras de sus actividades es la creación de un curso de rapsodia con la intención de que esta tradición no desaparezca y la de articulista en el periódico gitano nacional Nevipens Romaní.

## Reconocimientos
Torres fue galardonada con el primer premio de poesía en distintos lugares de Andalucía como Alanís de la Sierra, Lora del Río y Palma del Río. También obtuvo segundos premios en los certámenes de Cabra, Montoro y Arjona.

## Obra
- 1988 – Verde y Azul. Autoedición. ISBN 978-1976926389.
- 2012 – La libertad de una mujer gitana. Autoedición. ISBN 978-1976929731.